# Alexander Spreng

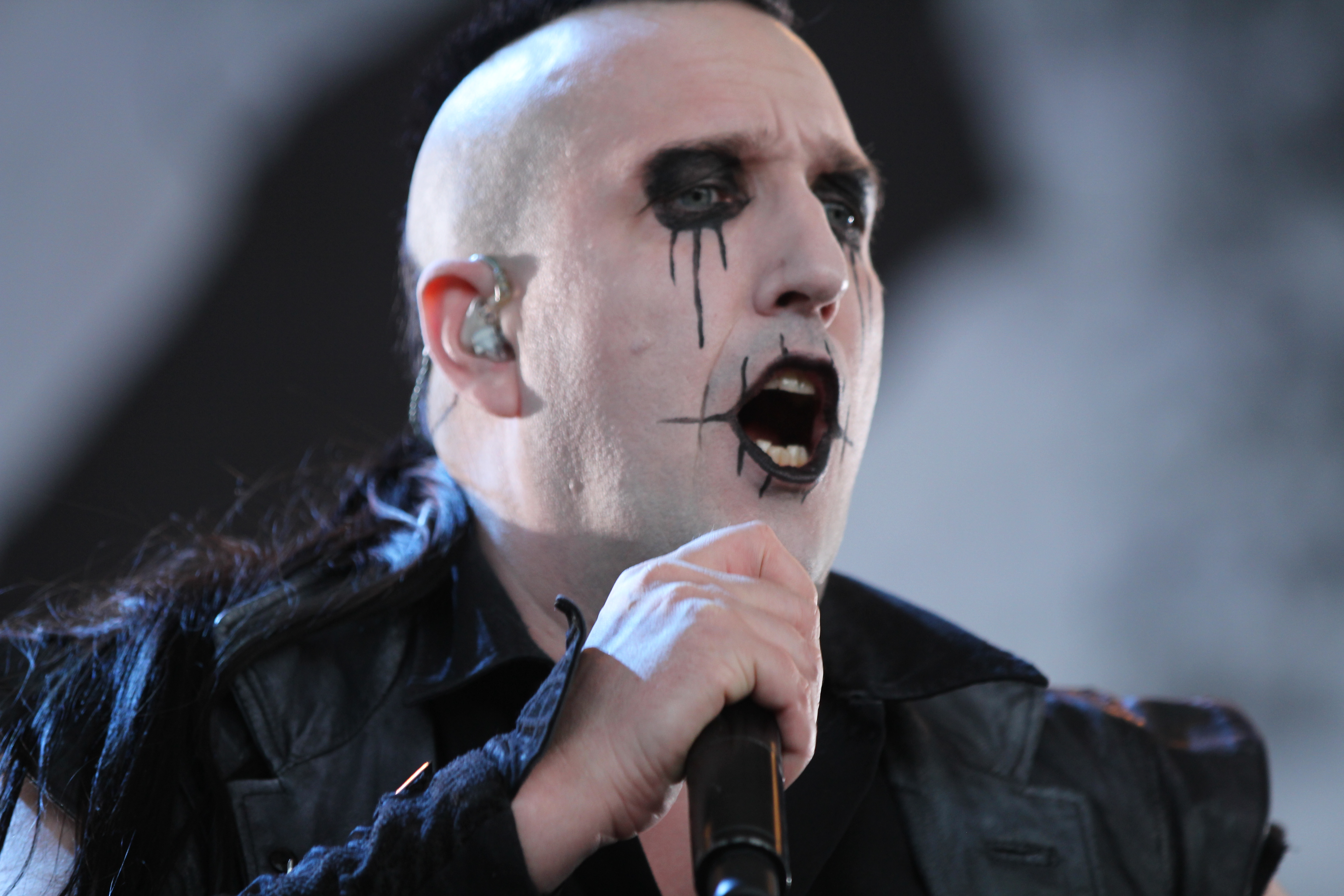
Alexander Frank Spreng, 2014

Alexander Frank Spreng (* 19. März 1972 in Künzelsau), hauptsächlich Asp genannt, ist ein deutscher Sänger und Comicszenarist. Bekannt geworden ist er durch die Band ASP, bei der er seit 1999 Frontmann und Sänger ist.
2020 startete Spreng das Folk-Projekt Herumor, dessen Debütalbum am 20. November 2020 erschienen ist.

## Werke

### Bibliografie
- 2001: Die kleine Ballade vom Schwarzen Schmetterling (Bilderbuch zum Song von der CD „:Duett“, mit Pit Hammann)
- 2006: Varieté Obscur (Comic, mit Ingo Römling)[4]
- 2007: Horror Vacui – Das Buch (Liedtexte/Lyrik 1999 bis 2007)
- 2007–2010: Sieben Jahre mit Garg (Comic, mit Ingo Römling)
- 2009: Johann Salamander und der Fall „Varieté Obscur“ (Comic, Neuauflage, inkl. CD Varieté Obscur[5], mit Ingo Römling)
- 2009: Johann Salamander und der Fall „Alice?“ (Comic, inkl. EP Wer Sonst/Im Märchenland, mit Ingo Römling)
- 2012: Der Fluch (Roman)[6]
- 2016: Der Knochenmann, das Vöglein und die Nymphe (Bilderbuch, inklusive des gleichnamigen Liedes als CD-Beilage, mit Zeichnungen von Fabia Zobel)
- 2017: Der Weidenmann (Bilderbuch, mit Zeichnungen von Holger Much)[7]
- 2017: Die Zwielichtgestalten (Bilderbuch, inklusive des Liedes von den Zwielichtgestalten als CD-Beilage, mit Zeichnungen von Fabia Zobel)[8]
- 2018: Die kleine Ballade vom Schwarzen Schmetterling / Moritat vom doppelten Rottchen (Bilderbuch mit Zeichnungen von Pit Hammann)[9]
- 2018: Nie am Tage (Bilderbuch, inklusive des gleichnamigen Liedes als CD-Beilage, mit Zeichnungen von Timo Wuerz)
- 2019: Der treue Troll (Bilderbuch, inklusive des Liedes Ballade vom treuen Troll als CD-Beilage, mit Zeichnungen von Holger Much)

### Diskografie
mit ASP:
- 2000: Hast Du mich vermisst? (Der schwarze Schmetterling I)
- 2001: :Duett (Der schwarze Schmetterling II)
- 2003: Weltunter (Der schwarze Schmetterling III)
- 2005: Aus der Tiefe (Der schwarze Schmetterling IV)
- 2007: Requiembryo (Der schwarze Schmetterling V)
- 2008: Zaubererbruder – Der Krabat-Liederzyklus
- 2011: fremd (fremder Zyklus Teil 1)
- 2012: GeistErfahrer-EP (fremder Zyklus Teil 1.1)
- 2013: Maskenhaft (fremder Zyklus Teil 2)
- 2015: Astoria (Verfallen: Folge 1)
- 2016: Fassaden (Verfallen: Folge 2)
- 2017: Zutiefst (Fremder Zyklus Teil 3)
- 2019: Kosmonautilus (Fremder Zyklus Teil 4)
- 2021: Endlich! (Fremder-Zyklus Teil 5)

mit Herumor
- 2020: Eine Liebe nicht weniger Tief

 als Gastsänger:
- 2003: Über der Erde – Dies ist Feigheit auf dem Album Tineoidea der Band Samsas Traum
- 2004: The Temple of Love und Engel auf dem Album The Stolen Child der Band Chamber
- 2005: Sweet Gwendoline (ASP-Version) auf dem Album Motus Animi der Band Umbra et Imago
- 2008: Tausendundeinenacht (Sprecher) und Tanz der Djin auf dem Album Djindustrie der Band Caputt
- 2009: Bruder auf der anderen Seite, Feuertaufe und Tanz am Abgrund, auf dem Album Spiritus der Band Caputt
- 2017: Sage Nein (Bonus-Version), auf dem Album Poesie und Widerstand, von Konstantin Wecker

als Komponist:
- ab 1999: Alle ASP-Lieder
- 2009:  Bruder auf der anderen Seite und Feuertaufe, Caputt